# Mason Williams
Mason Williams (Abilene, 24 augustus 1938) is een Amerikaanse klassieke gitarist, componist, zanger, schrijver, komiek en dichter. Hij is vooral bekend om zijn instrumentale nummer "Classical Gas" uit 1968 en voor zijn werk als schrijver voor Amerikaanse komedieprogramma's als Saturday Night Live.

## Muziekcarrière
In 1968 won Williams drie Grammy Awards voor zijn instrumentale gitaarnummer "Classical Gas". Dit nummer werd uitgebracht als single van The Mason Williams Phonograph Record. Het nummer verkocht meer dan een miljoen exemplaren en werd bekroond met een gouden plaat. Williams schreef ook liedjes voor The Kingston Trio. Voor zowel Handmade als Sharepickers ontving Mason nog twee Grammy-nominaties. Samen met Nancy Ames schreef hij "Cinderella Rockefella", waarmee Esther & Abi Ofarim in Nederland en het Verenigd Koninkrijk een nummer één hit scoorden.
In 1970 maakte Williams een televisieoptreden in een variétéshow, Just Friends. Om een visueel element voor zijn optreden te creëren, gebruikte hij een speciaal bespeelbare klassieke gitaar van plexiglas. Voor het optreden vulde Williams de gitaar met water en voegde een paar goudvissen toe. 
Williams heeft meer dan een dozijn albums opgenomen, waarvan vijf op het Warner Bros.-label (The Mason Williams Phonograph Record, The Mason Williams Ear Show, Music, Handmade en Sharepickers). De hoes van de lp voor Music uit 1968 is geschilderd door popartiest, en vriend van Williams, Edward Ruscha. 
In 1992 bracht het Vanguard-label Music 1968–1971 uit, een compilatie van nummers van zijn vijf Warner Bros.-albums die eind jaren zestig en begin jaren zeventig waren opgenomen. 
De muziek van Williams is gebruikt in meerdere films, waaronder The Story of Us, Cheaper by the Dozen, The Dish, The Heidi Chronicles en Heartbreakers.

## NPO Radio 2 Top 2000
| Nummer met noteringen in de NPO Radio 2 Top 2000 | '99  | '00 | '01  |
| ------------------------------------------------ | ---- | --- | ---- |
| Classical Gas                                    | 1517 | -   | 1900 |

1. ↑  Een '-' betekent dat het nummer niet was genoteerd en een vetgedrukt getal geeft de hoogste notering aan.
2. ↑  Deze tabel is bijgewerkt tot en met de laatste editie (2024).

## Komediecarrière
Williams was ook een stand-upcomedian. Hij zette de meeste van zijn komische ideeën op muziek en zong of reciteerde de grappen in tekstvorm met gitaarbegeleiding. 
Williams heeft meer dan 175 uur aan muziek en komedie geschreven voor televisieprogramma's en was een belangrijke creatieve kracht voor het controversiële Smothers Brothers Comedy Hour van CBS. 
Williams hielp ook bij het lanceren van de carrière van entertainer Steve Martin. Martin werd door Williams ingehuurd als schrijver van het Smothers Brothers Comedy Hour, waarvoor zijn bijdragen aanvankelijk uit eigen zak van Williams werden betaald. In 1968 won hij een Emmy Award voor zijn werk als komedieschrijver voor The Smothers Brothers Comedy Hour.
Andere televisiepersoonlijkheden waarvoor hij heeft geschreven zijn onder meer Andy Williams, Glen Campbell, Dinah Shore, Roger Miller en Petula Clark . In 1980 diende Williams kort als hoofdschrijver voor NBC's Saturday Night Live, maar vertrok na een aanvaring met producentJean Doumanian. In 1988 ontving Williams zijn derde Emmy-nominatie als komedieschrijver voor zijn werk aan The Smothers Brothers 20th Reunion Special op CBS.

## Discografie
- Them Poems, Rel. 1964
- The Mason Williams Phonograph Record, 1968
- The Mason Williams Ear Show, 1968
- Music, 1969
- The Mason Williams Listening Matter 1969
- Handmade, 1970
- Sharepickers, 1971
- Of Time & Rivers Flowing, 1984
- Music 1968-1971, 1992
- A Gift of Song, 1992
- Of Time & Rivers Flowing, 1997
- Classical Gas, 2006